# Linie následnictví bulharského trůnu
Následnictví bulharského trůnu bylo stanoveno v bulharské větvi sasko-kobursko-gothajské dynastie na základě salického práva (z otce na nejstaršího syna), bulharským panovníkem se tudíž může stát pouze potomek rodu mužského pohlaví. 

## Simeon II.
Tradiční titul bulharských panovníka je car, ovšem s královským důstojenstvím. Posledním bulharským carem byl Simeon II., který vládl v letech 1943-1946, ale vzhledem k jeho nízkému věku fakticky vládla regentská rada. V roce 1946 zorganizovala Bulharská komunistická strana referendum (které je podle některých zdrojů považováno za zfalšované), po němž byla zrušena monarchie v Bulharsku a dar Simeon II. odešel monarchie v témž roce s rodinou ze země do Egypta. 
Po ukončení komunistické nadvády v Bulharsku v 90. letech 20. století byl Simeon II. pozván zpět do země a v letech 2001-2005 byl zvolen do funkce bulharského premiéra. V té době užíval občanské jméno je Simeon Borisov Sakskoburggotski. Současní následníci trůnu jsou pretendenti.

## Linie následnictví
Linie následnictví na bulharský trůn je následující:
- JV car Ferdinand I. (1861–1948)
  -  JV car Boris III. (1894–1943)
    -  JV car Simeon II. (*1937)
      - Kardam, kníže tarnovský (1962–2015)
        - (1)  Jkv Boris (*1997)
        - (2) Jkv Beltran (*1999)

      - (3) Jkv Kyrill (*1964)
        - (4) Jkv Tassilo (*2002)

      - (5) Jkv Kubrat (*1965)
        - (6) Jkv Mirko (*1995)
        - (7) Jkv Lukáš (*1997)
        - (8) Jkv Tirso (*2002) 

      - (9) Jkv Konstantin-Assen (*1967)
        - (10) Jkv Umberto (*1999)